# Eppenberg (Eifel)
Eppenberg település Németországban, Rajna-vidék-Pfalz tartományban. Lakosainak száma 243 fő (2023. december 31.).

## Népesség
A település népességének változása:
| Lakosok száma | 212  | 215  | 229  | 245  | 237  | 243  |
|               | 1975 | 2017 | 2019 | 2021 | 2022 | 2023 |